# Бережна Марина Сергіївна
Марина Сергіївна Бережна (нар. 11 березня 1990, Самара, СРСР) — російська співачка та модель, солістка російського жіночого попгурту «Блестящие».

## Біографія
Народилася 11 березня 1990 року в Куйбишеві (нині Самара).
З дитинства проявляла музичні таланти. Вже з п'яти років займалася в дитячому музичному театрі «Задумка» (вокал і танці). З 5 до 16 років є лауреаткою численних міжнародних і всеросійських вокальних конкурсів. У 2004 році закінчила центральну музичну школу № 3 з червоним дипломом.
В 14 років отримала одну з головних ролей у мюзиклі «Звуки музики» Самарського державного театру драми ім. Горького. Після успішної роботи в мюзикл отримала пропозицію вступити на акторський курс до головного керівника драмтеатру Гвоздкова В. А.
В 2007 закінчила середню загальноосвітню школу № 132 (м. Самара), а також вокальну студію Ірини Гуркової.
Переїхала до Москви в серпні 2007 р. і вступила в школу-коледж при Російській Академії музики імені Гнєсіних на курс естрадно-джазового вокалу (екстерном закінчила коледж у 2008 р.).
В 2008р стала студенткою Інституту Сучасного Мистецтва (курс естрадний вокал). В кінці листопада 2009 року стала солісткою групи «Блестящие», згодом зайнявши місце Юліанни Лукашевої, яка пішла з колективу.

## Цікаві факти
- Бережна — дошлюбне прізвище матері.
- Паралельно з навчанням працювала бек-вокалісткою в караоке, викладала вокал, фортепіано, сольфеджіо дітям шкільного віку.
- З 10 до 14 років займалася великим тенісом.
- У Москві працювала адміністраторкою в салоні оптики та дитячою нянею.

## Сингли

### У складі гурту «Блестящие»
- Куля (2010)
- Ранок (2010)
- Любов (2011)
- Милий мій (2011)
- Зелені очі (2012)
- День народження (2013)
- До екватору (2013)
- Втратити (2013)
- Не віддавай мене нікому (2015)
- Бригада малярів (2015)
- Це любов (2017)
- Руда дівчинка (2017)
- Сонце (2017)
- Свисток кличе (2018

## Відеографія

### У складі гурту «Блестящие»
- Куля (2010)
- Втратити (2013)
- Бригада малярів (2015)
- Це любов (2017)